# Essexville
Essexville es una ciudad ubicada en el condado de Bay en el estado estadounidense de Míchigan. En el Censo de 2010 tenía una población de 3478 habitantes y una densidad poblacional de 0,95 personas por km².

## Geografía
Essexville se encuentra ubicada en las coordenadas 43°36′44″N 83°50′31″O / 43.61222, -83.84194. Según la Oficina del Censo de los Estados Unidos, Essexville tiene una superficie total de 3644.11 km², de la cual 3359.2 km² corresponden a tierra firme y (7.82%) 284.9 km² es agua.

## Demografía
Según el censo de 2010, había 3478 personas residiendo en Essexville. La densidad de población era de 0,95 hab./km². De los 3478 habitantes, Essexville estaba compuesto por el 95.51% blancos, el 0.92% eran afroamericanos, el 0.58% eran amerindios, el 0.81% eran asiáticos, el 0% eran isleños del Pacífico, el 0.78% eran de otras razas y el 1.41% pertenecían a dos o más razas. Del total de la población el 3.02% eran hispanos o latinos de cualquier raza.